# 38-й Вирджинский пехотный полк
38-й Вирджинский добровольческий пехотный полк (38th Virginia Volonteer Infantry Regiment) — пехотный полк, набранный в штате Вирджиния во время Гражданской войны в США. Он сражался в основном в составе Северовирджинской армии и участвовал в «атаке Пикетта» под Геттисбергом.

## Формирование
38-й Вирджинский был сформирован в Дэнвилле, округ Питтсильвейни, 12 июня 1861 года. Его личный состав набирался в округах Питтсильвейни, Галифакс и Мекленберг. 1 июля 1861 года полк был принят на службу в армию Конфедерации. Его первым командиром стал полковник Эдвард Эдмондс, выпускник VMI 1858 года.
- Рота А, «Townes' Company», капитан Таунерс, округ Питтсильвейни.
- Рота В, «Pittsylvania Vindicators», капитан Кэбелл, округ Питтсильвейни
- Рота С, «Laurel Grove Riflemen», капитан Симпсон, округ Питтсильвейни
- Рота D, «Whitemell Guards», капитан Херндон, округ Питтсильвейни
- Рота E, «Cabell Guards», капитан Кэбелл, округ Питтсильвейни
- Рота F, «Davis Rifle Guard», капитан Картер, округ Галифакс
- Рота G, «Mecklenburg Rifles», капитан Таунерс, округ Мекленберг
- Рота H, «Secession Guards», капитан Терри, округ Питтсильвейни
- Рота I, «Confederate Guards», капитан Вуд, округ Мекленберг[1]
- Рота I(2), (введена 25 апреля 1864 года)
- Рота К, «Cascade Rifles», капитан Григгс, округ Питтсильвейни

Полк числился в бригадах Эрли, Гарланда, Армистеда, Бартона и Стюарта.

## Боевой путь
В июне полк был направлен в Ричмонд по железной дороге Ричмонд-Дэнвилл, и размещён в лагере Кэмп-Ли. 1 июля Генеральным приказом № 25 полк был включён в армию Конфедерации. 11 июля полк был направлен в Манассас, откуда 12 июля переправлен в Страстберг в долине Шенандоа, откуда пешком направился в Винчестер, и там 15 июля был включён в 5-ю бригаду армии Шенандоа (бригаду Кирби Смита). 18 июля полк был направлен к Манассасу и прибыл на место 22 июля, через день после завершения первого сражения при Булл-Ран. После сражения полк был включён в бригаду Джубала Эрли и числился в ней до весны 1862 года. В апреле полк вместе с бригадой Эрли был переведён на вирджинский полуостров и участвовал в сражении при Уильямсберге, где полком командовал подполковник Поуатан Уиттл. Во время боя полк был направлен на левый фланг позиций Лонгстрита, для атаки фланга федеральной армии, но был расстроен на марше и генерал Дэниель Хилл отозвал атаку, после чего отправил полк вместе с 6-м Южнокаролинским на помощь атакующим 24-му Вирджинскому и 5-му Северокаролинскому. В этом бою полк потерял 9 человек.
Эрли был ранен, и командование бригадой принял Самуэль Гарданд. Вместе с этой бригадой полк был задействован в атаке дивизии Хилла при Севен-Пайнс (где было потеряно 147 человек), а после сражения бригады были переформированы и 38-й Вирджинский перевели из бригады Гарланда (которая стала полностью северокаролинской) в вирджинскую бригаду Льюиса Армистеда (в дивизии Хьюджера, которую после 14 июля возглавил Андерсон).
В составе этой бригады полк прошёл Семидневную битву, где был задействован в сражении при Малверн-Хилл — в этом бою полк потерял 94 человека, а подполковник Поуатан Уитлл потерял левую руку. Полковник Эдмондс был ранен в этом бою и выбыл из строя до конца лета.
После окончания Семидневной битвы Соверовирджинская армия ушла в Северную Вирджинию, и дивизия Андерсона участвовал во втором сражении при Булл-Ран, но включилась в бой в самом конце, поэтому 38-й полк не был всерьёз задействован. Во время Мерилендской кампании бригада Армистеда использовалась в качестве тыловой полиции; 17 сентября она пришла на поле боя при Энтитеме, но действовала отдельно от дивизии, будучи послана на помощь дивизии Мак-Лоуза, и в итоге так и не была введена в бой.
7 ноября все полки бригады Армистеда были переведены в дивизию Пикетта.
В декабре 1862 года полк участвовал в сражении при Фредериксберге, где не был активно задействован, а весной участвовал в экспедиции Лонгстрита к Саффолку, из-за чего пропустил сражение при Чанселорсвилле.
На третий день сражения при Геттисберге полк участвовал в атаке Пикетта. Он находился на крайнем левом фланге бригады Армистеда, и когда начала отступать находящаяся левее дивизия Тримбла, полк оказался под угрозой удара во фланг. Полковник Эдмондс решил повернуть полк для защиты фланга, но был в этот момент убит пулей в голову. Командование перешло к майору Джозефу Кэбеллу (подполковник Уиттл был уже ранен в плечо и руку), который не смог развернуть полк и приказал ему отойти назад за Эммитсбергскую дорогу. Полк удерживал эту позицию, пока не отошли части справа от него, затем сам начал отступать. При отступлении было потеряно знамя полка, которое подобрали солдаты 8-го огайского полка. Подполковник Уиттл потом утверждал, что из 350 рядовых полка уцелело только 75.